# Volakas
Volakas (in greco Βώλακας?) è un ex comune della Grecia nella periferia della Grecia Occidentale (unità periferica dell'Elide) con 3.552 abitanti secondo i dati del censimento 2001.
È stato soppresso a seguito della riforma amministrativa, detta Programma Callicrate, in vigore dal gennaio 2011 ed è ora compreso nel comune di Pyrgos.

## Località
Volakas è suddiviso nelle seguenti comunità (i nomi dei villaggi tra parentesi):
- Epitalio (Epitalio, Paralia)
- Agridi
- Alfeiousa
- Anemochori